# Dennis Doms
Dennis Doms (* 2004) ist ein deutscher Schauspieler.

## Leben
Doms ist Schüler an einer Münchener Schule. Dort besuchte er regelmäßig den Schauspielunterricht und konnte so im Rahmen von Schultheateraufführungen erste Schauspielkenntnisse in unterschiedlichen Rollen sammeln. Über ein Casting wurde er für eine Episodenhauptrolle in der deutschsprachigen Kriminalfilmreihe Polizeiruf 110 ausgewählt. Die Rezensentin des Münchner Merkur bezeichnete seine Darstellung des Polou als „grandios“.

## Filmografie
- 2019: Polizeiruf 110 – Der Ort, von dem die Wolken kommen
- 2020: Wild Republic